# 요르만 아길라르
호르만 이스라엘 아길라르 부스타만테(스페인어: Jorman Israel Aguilar Bustamante, 1994년 9월 11일 ~ )는 파나마의 축구 선수이다. 포지션은 공격수이다. K리그 등록명은 요르만이었다.